# Experimentelle Literatur
Experimentelle Literatur ist jede Literatur, die eine Erneuerung der Sprache und Komposition auf Grundlage eines eigenständigen Sprachbewusstseins einfordert.

## Begriff
Das Attribut experimentell geht auf Émile Zolas Roman expérimental von 1879 zurück, wonach der Autor die Rolle des gesellschaftlichen Beobachters und Experimentators übernehme, um das Handeln der Einzelnen auf die sozialen und biologischen Determinanten zurückzuführen. Bereits hier zeigte sich die für die gesamte moderne Literatur unerlässlich gewordene Theoretisierung des Schreibens.
Der Philosoph Max Bense bestimmt die experimentelle Literatur daher als jene Literatur, die „vornehmlich die materiale Eigenwelt der Sprache und der Texte betreffen und nicht ihre phänomenale Außenwelt, also stärker auf die linguistischen Gegebenheiten, aus denen Poesie und Prosa gemacht werden, als auf die Bedeutungen dieser Gegebenheiten bezogen sind.“ Bense führt aus, dass es sich um eine Literatur handle, die einen Reflexionsbedarf aufweise und den Text mit seiner Entstehung in einen Bezug setzt. Birgit Moosmüller verweist auf die Differenz zwischen der traditionellen und der experimentellen Literatur: „Der Begriff experimentell für sich allein genommen [...] muss sehr allgemein und vage bleiben, solange man ihn nicht in konkrete historische Kontexte stellt. Tut man das aber, dann zeigt sich schnell, daß dieser Begriff je nach Kontext ganz unterschiedliche Bedeutung annehmen kann. Wie experimentelle Literatur zu einem bestimmten Zeitpunkt aussieht, hängt immer davon ab, welche literarische Tradition ihr vorausgeht.“

## Beispiele
Experimente in der Literatur sind bereits aus dem Manierismus bekannt. Sprachexperimente sind beispielsweise in vermeintlichen Geheimsprachen, so im 5. Buch des Romans Simplicissimus von Grimmelshausen, vorhanden. Ein frühes Werk, das als literarisches Experiment gelten kann, ist der Roman Leben und Ansichten von Tristram Shandy, Gentleman von Laurence Sterne. Jean Paul experimentierte in seinen Romanen mit kühnen Vergleichen und Bildern wie der Reflexion des Inhalts in der Syntax. Während Franz Rittler 1813 den Roman Die Zwillinge. Ein Versuch, aus 60 aufgegebenen Worten einen Roman ohne R zu schreiben, als Beweis der Reichhaltigkeit und Biegsamkeit der deutschen Sprache verfasste. Ähnliche Versuche wurden später von Georges Perec in seinem Roman La Disparition ohne den Buchstaben e aufgegriffen. Die Werke Lewis Carolls, wie Alice hinter den Spiegeln, aber auch die Novelle Les lauriers sont coupés von Édouard Dujardin gelten als weitere Beispiele experimenteller Literatur im 19. Jahrhundert.
Der Begriff des Experiments in der Literatur ist besonders mit der Avantgarde und der Moderne verknüpft, zu deren wichtigste Vertreter unter anderem Autoren wie James Joyce mit seinem Roman Finnegans Wake, der Futurist Filippo Tommaso Marinetti mit seinem Roman Marfaka, der Futurist, der Surrealist André Breton mit Nadja oder Virginia Woolf mit Mrs. Dalloway gehören. Experimente können im Rückblick als literaturhistorisches Dokument Anerkennung finden, wie Nadja und Marfaka oder früh scheitern, wie Woolfs Die Wellen und Gertrude Steins The Making of Americans Being The History of a Family’s Progress. In der deutschen Literatur gehört Bebuquin des Expressionisten Carl Einstein zu den bekanntesten Experimenten. Weitere Experimente in der deutschen Erzählprosa sind in der Gegenwart weniger bekannte Werke wie Die Stadt des Hirns. Roman. 1919 von Otto Flake und Epilog von Hans Henny Jahnn. Autoren des Dadaismus und Surrealismus verfolgten eine radikale Sprachkritik, die Experimente geradezu verlangte und gar zum Ziel ihres Schreibens erhob.
In Österreich wurde die Wiener Gruppe um H. C. Artmann bekannt für ihre performierte Sprachkritik. Ihnen standen Autoren wie Ernst Jandl und Friederike Mayröcker nahe. Ein Exponent wie Gerhard Rühm ist auch immer noch schreibend und auftretend aktiv. In Deutschland war die experimentelle Literatur besonders in der Lyrik stark vertreten und verfolgte eine Gesellschaftskritik mit den Mitteln der Sprachkritik. Wichtigster Vertreter war Helmut Heißenbüttel. In Frankreich wirkte die Gruppe Oulipo, welche den Surrealismus formalistisch fortführte. Daneben gehört der Nouveau roman, dessen Autoren sich einer erhöhten Wirklichkeitsdarstellung verpflichtet sahen, ebenfalls zu den experimentellen Literaturformen nach dem Zweiten Weltkrieg.
Auch unter den jüngeren zeitgenössischen Autoren finden sich zahlreiche Vertreter der Experimentellen Literatur wie etwa Brigitta Falkner, Hansjörg Zauner, Klaus Ferentschik, Ilse Kilic, Fritz Widhalm, Lisa Spalt, Margret Kreidl, Marietta Böning, Walter Moers und Hartmut Abendschein. Einige von ihnen stehen auch der Gruppe Oulipo nahe, die die Konstruktion formaler Regeln als wesentliches Element der Textarbeit versteht.
Abgesehen von sprachkritischen Experimenten in der Tradition des Dadaismus und Surrealismus ist die Postmoderne das Refugium der experimentellen Literatur. Anschließend an Bretons Nadja setzte auch W.G. Sebald die Medien Bild und Schrift zueinander, während William Gass im Roman Der Tunnel die Metafiktion um der Fiktion willen scheitern lässt und dennoch im Folgenden bestätigt, indem sein Erzähler William Frederick Kohler vorgibt eine Einleitung zu verfassen, die jedoch ausufert, und damit den Roman entgegen dem Willen des Erzählers erst entstehen lässt – als eine Geschichte des Scheiterns der Figur und ihres Vorhabens.
Als jüngste Entwicklung, die postmoderne Elemente und eine genreübergreifende Form verbindet, präsentiert der griechische Autor Dimitris Lyacos in Z213: Exit die Tagebuchaufzeichnungen zweier Erzähler als eine Art modernes Palimpsest in einem stark fragmentierten Text, durchsetzt mit Ausschnitten aus dem biblischen Exodus, um von einer Reise zu berichten, in deren Verlauf die unterschiedlichen Realitäten des inneren Selbst und der Außenwelt allmählich ineinander übergehen.